# Pace di Acilisene

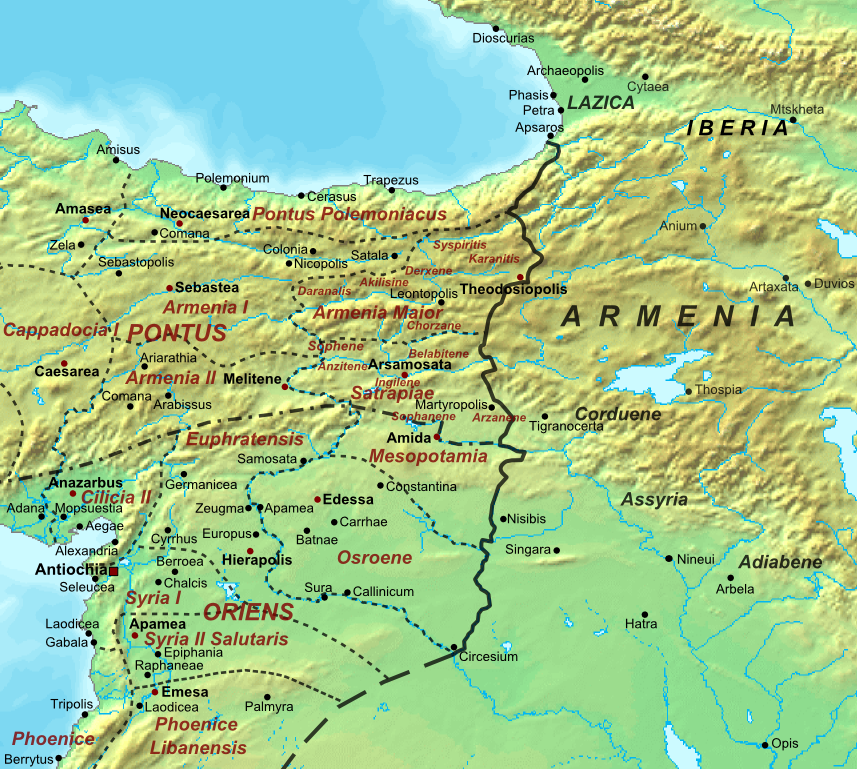
La divisione dell'Armenia dopo la pace di Acilisene.

La pace di Acilisene fu un trattato tra l'Impero romano d'oriente sotto Teodosio I e l'Impero Sassanide sotto Sapore III tra il 384 e il 390 (solitamente datato al 387). Il trattato divideva la Grande Armenia tra questi due imperi. La Persia ricevette la quota maggiore. Con questo trattato anche l'Impero bizantino/romano d'oriente approvò finalmente la perdita della regione di Kartli-Iberia a favore dell'Iran sasanide. Da questo punto in poi, l'influenza iraniana crebbe ancora una volta nella Georgia orientale e lo zoroastrismo sembrò affermarsi come la seconda religione stabilita accanto al cristianesimo.